# 分域大道
《分域大道》（英語：Last Exit to Kai Tak），是一部探討香港人在2014年雨傘運動後不同選擇與命運的紀錄片，由英國導演杜浩綸（Matthew Torne）執導。 透過五位主角的故事，影片展現了離開與留下的掙扎，以及個人在時代變遷下的選擇。不同於傳統的抗爭紀錄片，影片不以新聞報導的方式重述歷史，也不聚焦於運動現場的激烈衝突，而是透過參與者的個人經歷，拼湊出一幅後雨傘時代的香港景象。電影於雨傘運動四週年，2018年9月26日舉行首映。
導演執導同樣題材的電影有《未夠秤》（2014）和《黃之鋒：熱血青年 vs. 超級強權》（2017）。

## 內容
五位主角來自不同的政治光譜，涵蓋了溫和與激進、本土與民主派等不同立場，包括「香港眾志」祕書長黃之鋒、歌手何韻詩、熱血公民首領黃洋達、參選區議員的劉偉德與林淳軒。 導演刻意選擇多元的聲音，以展現香港社會的複雜與多樣性。當中有人選擇移民，離開熟悉的香港，尋找新生活；有人則選擇留下，繼續奮鬥，堅守信念。他們的選擇不僅是個人決定，更反映出整個香港社會在動盪中的多元反應。
影片透過細膩的敘事與真實的訪談，展現香港人在歷史關鍵時刻的抉擇。導演在視覺上運用大量城市景觀與主角的日常畫面，象徵著個體與城市命運的緊密連結。此外，紀錄片未強行灌輸單一立場，而是讓觀眾透過角色的故事，自行思考不同選擇的後果。

## 製作
杜浩綸導演自2015年開始拍攝這部雨傘運動後紀錄片，歷時3年。由於當時經常途經太子道東到九龍灣和觀塘取景，因而暫時把電影命名為「Lion Rock」。 導演指他以停運的啟德機場象徵香港人幾代人皆面對去或留的糾結。上一代許多香港人從這裡逃離出去，又有些回來；這一代又面對同樣的決擇。機場如今不再運作又仿佛「無路可走」。